# 普伦蒂斯·库珀
小普伦蒂斯·库珀（英語：William Prentice Cooper, Jr.，1895年9月28日—1969年5月18日）是位美国的政治家、外交家，曾在1939年-1945年间任田纳西州州长。他在第二次世界大战期间主导该州的动员任务，超过30万田纳西州居民参军，也建立了多处国防设施。后来他还担任美国驻秘鲁大使（1946年-1948年），以及田纳西州1953年制宪会议的主席。